# Taken B-Side
Taken B-Side es un álbum recopilatorio de la banda alemana de hard rock y heavy metal Scorpions, publicado en 2009 por Sony Music. Contiene dos discos compactos que incluyen canciones que solo se lanzaron como pista adicional de ciertos álbumes de estudio, nuevas versiones, covers, canciones en vivo y algunos lados B de ciertos sencillos.
Cabe destacar que es un compilado no oficial que puso a la venta el sello Sony en una edición limitada y en muy poco países. Además, en 2011 se puso a la venta la segunda parte llamada Taken B-Side II y al año siguiente la tercera, Taken B-Side III.

## Lista de canciones

### Disco uno
| N.º | Título                                                                             | Escritor(es)                                                   | Duración |  |
| 1.  | «Cold» (pista adicional de Humanity: Hour I solo en Japón)                         | Matthias Jabs, Desmond Child, Eric Bazilian, Marti Frederiksen |          |  |
| 2.  | «I Can't Explain» (cover de The Who)                                               | Pete Townshend                                                 |          |  |
| 3.  | «Dreamers» (pista adicional de Unbreakable solo en Japón)                          | Rudolf Schenker, Klaus Meine, Bazilian                         |          |  |
| 4.  | «Too Far» (pista adicional de Unbreakable solo en Japón)                           | Meine, Jabs                                                    |          |  |
| 5.  | «Edge of Time» (pista adicional de Live Bites solo en los Estados Unidos)          | Schenker, Meine                                                |          |  |
| 6.  | «Heroes Don't Cry» (pista de estudio de Live Bites)                                | Schenker, Meine                                                |          |  |
| 7.  | «You and I» (Butcher radio remix - pista adicional de Pure Instinct solo en Japón) | Meine                                                          |          |  |
| 8.  | «She's Knocking at My Door» (pista adicional de Pure Instinct solo en Japón)       | Schenker, Meine                                                |          |  |
| 9.  | «Alex Julie's Love Theme» (lado B de «Hit Between the Eyes»)                       | Travis Jones                                                   |          |  |
| 10. | «Daddy's Girl» (Pista adicional de Face the Heat solo en Europa)                   | Schenker, Meine                                                |          |  |
| 11. | «Ave María No Morro» (lado B de «White Dove»)                                      | Herivelto Martins, Manuel Salinas                              |          |  |
| 12. | «Partners in Crime» (lado B de «Under the Same Sun»)                               | Meine, Herman Rarebell                                         |          |  |
| 13. | «You And I» (Mix versión sencillo)                                                 | Meine                                                          |          |  |
| 14. | «Kami O Shin Jiru» (pista adicional de Face the Heat solo en Japón)                | Schenker, Meine                                                |          |  |
| 15. | «Rhythm of Love» (pista adicional de Acoustica solo en Japón)                      | Schenker, Meine                                                |          |  |
| 16. | «Humanity» (edición radial, incluye orquesta)                                      | Meine, Child, Bazilian, Frederiksen                            |          |  |
| 17. | «White Dove»                                                                       | Schenker, Meine, Gábor Presser                                 |          |  |
| 18. | «Wind of Change» (versión rusa)                                                    | Meine                                                          |          |  |
| 19. | «You Are the Champion» (cover de Queen, dedicada a Michael Schumacher)             | Freddy Mercury                                                 |          |  |

### Disco dos
| N.º | Título | Escritor(es)                                          | Duración |  |
| 1.  | «Cause I Love» (pista exclusiva de Bad for Good: The Very Best of Scorpions)                                                         | Schenker, Meine                                       |          |  |
| 2.  | «Rubber Fucker» (lado B de «Alien Nation»)                                                                                           | Rarebell                                              |          |  |
| 3.  | «Kiss of Borrowed Time» (lado B de «When You Came Into My Life»)                                                                     | Schenker, Meine                                       |          |  |
| 4.  | «Bad for Good» (pista exclusiva de Bad for Good: The Very Best of Scorpions)                                                         | Schenker, Meine, Dieter Dierks                        |          |  |
| 5.  | «When Love Kills Love» (versión de estudio)                                                                                          | Schenker, Meine                                       |          |  |
| 6.  | «Hey You» (pista adicional de Animal Magnetism en ciertas ediciones)                                                                 | Schenker, Meine, Rarebell                             |          |  |
| 7.  | «Over the Top» (pista exclusiva de Deadly Sting: The Mercury Years)                                                                  |                                                       |          |  |
| 8.  | «Wind of Change» (versión en español)                                                                                                | Meine                                                 |          |  |
| 9.  | «Life Goes Around» (pista exclusiva de Deadly Sting: The Mercury Years)                                                              |                                                       |          |  |
| 10. | «Marie's the Name (His Latest Flame)» (cover de Del Shannon, incluida como hidden track de Face the Heat solo en los Estados Unidos) | Doc Pomus, Mort Shuman                                |          |  |
| 11. | «Miracle» (publicado como sencillo en 2004)                                                                                          | Meine, Jabs, Thomas Nöhre                             |          |  |
| 12. | «Mind Power» (lado B de «To Be No. 1»)                                                                                               |                                                       |          |  |
| 13. | «Love is Blind» (lado B de «Still Loving You», edición 1999)                                                                         |                                                       |          |  |
| 14. | «Start Me Up» (lado B de «Ten Light Years Away»)                                                                                     |                                                       |          |  |
| 15. | «When You Came Into My Life» (nueva versión)                                                                                         | Schenker, Meine, Titiek Puspa, James F. Sundah        |          |  |
| 16. | «Back to You» (incluida en el DVD Acoustica)                                                                                         | Meine                                                 |          |  |
| 17. | «Fuchs Geh' Voran» (cover en alemán de «Fox on the Run» de Sweet)                                                                    | Andy Scott, Brian Connolly, Steve Priest, Mick Tucker |          |  |
| 18. | «Bis Wohin Reicht Mein Leben» (pista exclusiva de Rilke Project de 2002)                                                             |                                                       |          |  |